# دراج (آلبانی)
دراج (به آلبانیایی: Durrës) دومین شهر بزرگ آلبانی کنونی‌است.
دراج باستانی‌ترین و نیز یکی از اقتصادسازترین شهرهای آلبانی نیز هست. دراج در میانهٔ کرانه‌های آلبانی جای دارد و در ۳۳ کیلومتری تیراناست. نام باستانی آن اِپیدامنوس بوده‌است.
برپایهٔ سرشماری سال ۲۰۰۳ جمعیت آن پیرامون ۱۱۴۰۰۰ تن است.

## نام
در زبان آلبانیایی این شهر دورِس خوانده می‌شود و تلفظ ایتالیایی آن -دوراتزو- نیز در جهان رواج دارد. دراج در تاریخ و زبان‌های گوناگون به نام‌های دیگری هم شناخته می‌شود. در زبان یونانی این شهر را اپیدامنوس و دوراخیون می‌خوانده‌اند. رومیان آن را دیراکیوم می‌نامیدند. ملت‌های همسایه چون مقدونیان، بوسنیایی‌ها، کروات‌ها، صرب‌ها و بلغارها آن را دراچ می‌خوانند و عثمانیها نیز به همین سان و با اندکی تفاوت تلفظ دراچ.

## تاریخچه
بنیاد این شهر به سال ۶۲۷ (پیش از میلاد) به دست یونانیان نهاده‌شد. کرانه‌های صخره‌ای و بلندی‌ها و مرداب‌های گرداگرد دراج از دید نظامی بدان وضعیتی استراتژیک بخشیده بود. بخشی از جنگ‌های دولت-شهرنشینان یونانی در آینده بر سر دست‌یازیدن به همین اپیدامنوس آن زمان بود.
در ۲۲۹ (پیش از میلاد) جمهوری رم بر این شهر چیره شد و از آن پس آن را دیراکیوم خواندند. در سدهٔ چهارم میلادی دیراکیوم مرکز ایالت اپیروس نوا بود.

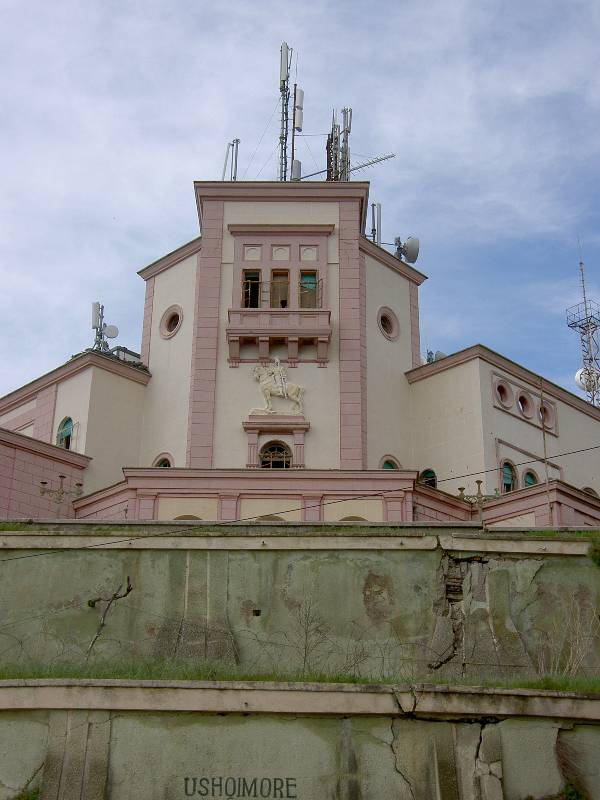
کاخ شاه زوگ از سازه‌های تاریخی دراجدر

۴۸۱ (میلادی) تئودوریک بزرگ پادشاه اوستروگوت‌ها این شهر را به محاصره درآورد ولی کاری از پیش نبرد. پس از آن برای سالیان دراز بلغارها بدان می‌تاختند. با فروپوشی امپراتوری روم غربی دیراکیوم نیز بخشی از قلمرو امپراتوری بیزانس گشت. در این زمان اهمیت این شهر به دلیل پیوند دادن میان بخش باختری اروپا با امپراتوری یادشده بود.
در آغاز سدهٔ دهم میلادی این شهر میان بیزانس و بلغارها –که به تازگی امپراتوری به راه انداخته‌بودند- دست به دست شد. بلغارها در این زمان این شهر را دراچ می‌خواندند.
در زمان چهارمین جنگ صلیبی جمهوری ونیز کنترل دراچ را به دست آورد. در ۱۲۷۳ یک زمین‌لرزه دراچ را ویران نمود، ولی به زودی این شهر دوباره آباد شد و در کالبد یک دوک‌نشین استقلالی هم یافت. در ۱۳۹۲ میلادی جمهوری ونیز باز هم کنترل شهر را به دست آورد؛ در این زمان آنها اینجا را دوراتزو می‌خواندند. سرانجام پس از چندی زد و خورد عثمانی در ۱۵۰۱ میلادی دراج را گشود. در این زمان بسیاری از مردمان مسیحی شهر به اسلام گرویدند و مسجدهای چندی برپا گردید. دراج زیر فرمان عثمان‌ها آن رونق سالیان گذشته را نیافت و جمعیتش به ۲۰۰ خانوار کاهش یافت.
با جنبش استقلال‌خواهی آلبانیاییان دراج نقش عمده‌ای داشت و در ۷ مارس ۱۹۱۳ نخستین پایتخت آلبانی گشت. در زمان جنگ جهانی یکم ایتالیا و سپس امپراتوری اتریش-مجار و در نهایت متفقین به ترتیب بر شهر دست یافتند. با فروکش کردن آتش جنگ و بازگشت استقلال به آلبانی یکچن دراج پایتخت موقت این کشور بود. در ۱۹۲۶ زمین‌لرزهٔ دیگری شهر را ویران ساخت ولی باز هم دراج بازسازی شد.
در رویداد جنگ جهانی دوم ایتالیا و سپس آلمان بر دراج چیرگی یافتند. بمباران متفقین دراج را سخت ویران ساخت تا سرانجام در ۱۹۴۴ آلمان‌ها از آنجا پس‌نشستند. پس از جنگ دولت کمونیست انور خوجه شهر را به تندی بازسازی نمود و در ۱۹۴۷ نخستین ایستگاه راه‌آهن آلبانی در این شهر گشوده‌شد.

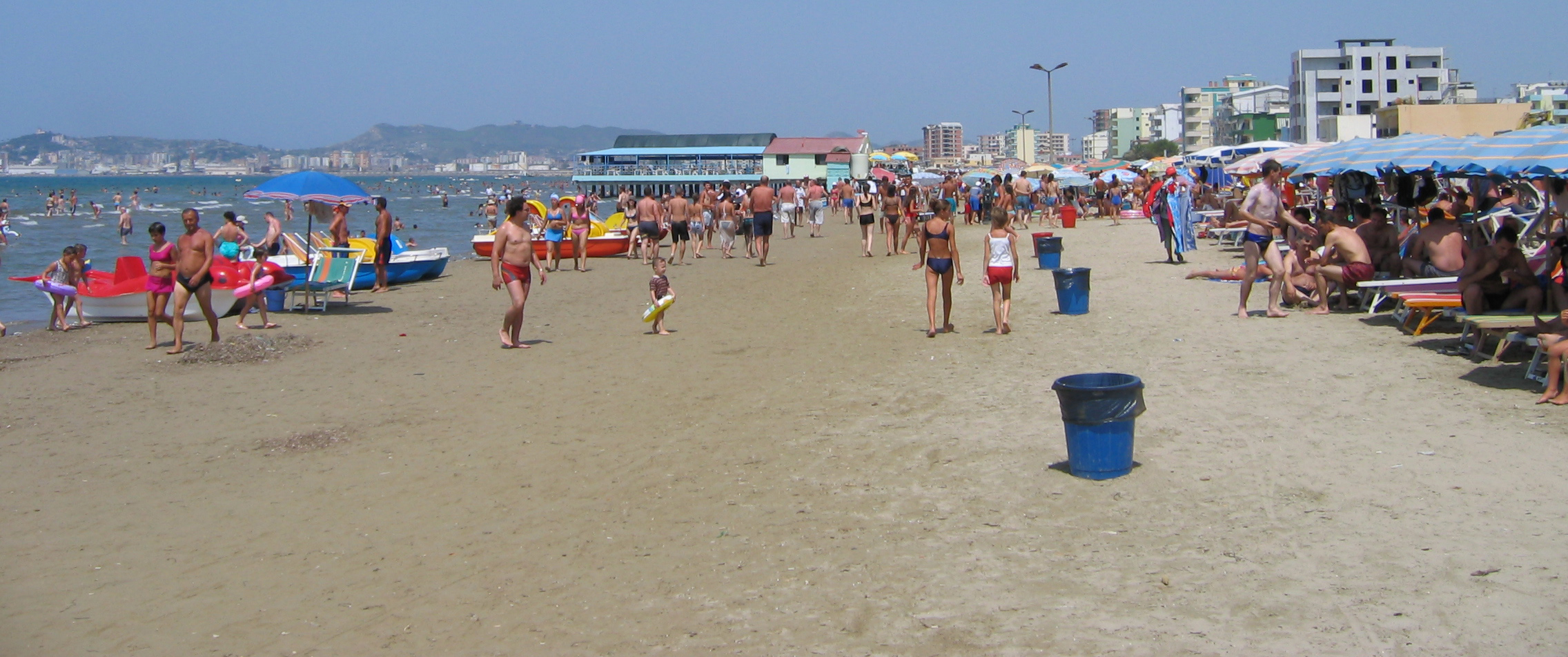
نمایی از کنار دریای دراج

## شهرهای خواهر
- باری - ایتالیا
- استانبول - ترکیه
- پریشتینا - کوزوو